# Europæisk kørekort
Det europæiske kørekort er et kørekort som erstatter de forskellige plast- og papirkørekort i det Europæiske Økonomiske Samarbejdsområde (EØS, som består af den Europæiske Union, Island, Liechtenstein og Norge).
Det nye kørekort er i kreditkortformat og svært at forfalske. Medlemsstaterne kan vælge om kørekortet skal udstedes med mikrochip. Med chippen kan politiet udlæse oplysningerne på deres eget sprog, hvilket løser problemet med tre alfabeter inden for EØS-området. Kørekortet er gyldigt 10 eller 15 år, afhængig af det udstedende land. Kortet blev taget i brug i EØS 19. januar 2013 og skal inden 2033 erstatte de ældre kørekort.

## Kategorier
Kategorier pr. 19. januar 2013.

Kategori AM

a) Lille knallert (16 år)

b) Stor knallert (18 år)

Kategori A1

Lille motorcykel (18 år)

Kategori A2

Mellemstor motorcykel (20 år)

Kategori A

Stor motorcykel (24 år)

Kategori B

Almindelig bil (18 år)

Kategori C1

Lille lastbil (18 år)

Kategori C

Stor lastbil (21 år)

Kategori D1

Lille bus (21 år)

Kategori D

Stor bus (24 år)

Kategori E

Stort påhængskøretøj

a) Kategori B med stort påhængskøretøj (kategori B/E). 

b) Kategori C1 med stort påhængskøretøj (kategori C1/E).

c) Kategori C med stort påhængskøretøj (kategori C/E). 

d) Kategori D1 med stort påhængskøretøj (kategori D1/E).

e) Kategori D med stort påhængskøretøj (kategori D/E).

## Fodnoter
1. ↑  18 år, hvis den pågældende er ansat/værnepligtig/frivillig i forsvaret, hjemmeværnet eller det statslige redningsberedskab.
2. ↑  21 år, hvis den pågældende er ansat/værnepligtig/frivillig i forsvaret, hjemmeværnet eller det statslige redningsberedskab, eller man alene skal have ret til at føre visse køretøjer.
3. ↑  Enkelte køretøjer kræver dog, at den pågældende er fyldt 21 år